# Hans Jeschonnek
Hans Jeschonnek (Hohensalza, 9 de abril de 1899 – Rastenburg, 18 de agosto de 1943) foi um general alemão e Chefe do Estado-maior da Luftwaffe durante a Segunda Guerra Mundial. Suicidou-se em agosto de 1943.
Durante a Primeira Guerra Mundial ele serviu na infantaria antes de se juntar a força aérea alemã em 1917, destacando-se nessa função.
Foi um administrador capaz, quando questões operacionais se colocavam, porém teve pouco interesse em questões não operacionais, o que acabou por afectar a produção da Luftwaffe para uma guerra a longo prazo não planeada.
Os ataques das forças aéreas da RAF e da aeronáutica norte-americana, na chamada Operação Crossbow, atingiram Peenemünde em 17 e 18 de agosto de 1943, Jeschonnek, equivocadamente, ordenou as defesas aéreas de Berlim dispararem contra 200 caças alemães, acreditando-se tratar dos aviões dos aliados. O engano o fez levar ao suicídio, atirando em si mesmo, em Rastenburg, Prússia Oriental.

## Condecorações
- Cruz de Ferro em 1914, 1ª e 2ª classes[1][5]
- Brevet de piloto (Prússia)[5]
- Verwundetenabzeichen em 1918[5]
- Cruz de Honra da Guerra Mundial 1914/1918[5]
- Wehrmacht-Dienstauszeichnung, 4ª, 3ª, 2ª e 1ª classes[5]
- Flugzeugführer- und Beobachterabzeichen em ouro e diamantes[5]
- Cruz de Ferro de 1939, 1ª e 2ª classe[5]
- Ritterkreuz como Major-general e Chefe do Estado-maior da Força Aérea (27 de Outubro de 1939)[5]
- Vapaudenristin ritarikunta, 1ª classe com estrela e espadas (Finlândia, 25 de Março de 1942)[5]
- Ordinul a Mihai Viteazul, 2ª classe (1 de Setembro de 1942)[5]